# Pasching (powiat Linz-Land)
Pasching – gmina w Austrii, w kraju związkowym Górna Austria, w powiecie Linz-Land. Liczy 6966 mieszkańców (1 stycznia 2015).
Znajduje się tutaj stadion piłkarski Waldstadion oraz największe centrum handlowe Górnej Austrii Plus City.